# Bâscoveni
Bâscoveni – wieś w Rumunii, w okręgu Teleorman, w gminie Gălăteni. W 2011 roku liczyła 957 mieszkańców.